# Алексис 9
Алексис 9 (англ. Alexis 9) — індіанська резервація в Канаді, у провінції Британська Колумбія, у межах регіонального округу Оканаґан-Сімілкамін.

## Населення
За даними перепису 2016 року, індіанська резервація нараховувала 10 осіб, показавши скорочення на 60,0%, порівняно з 2011-м роком. Середня густина населення становила 5,3 осіб/км².

## Клімат
Середня річна температура становить 4,1°C, середня максимальна – 18,4°C, а середня мінімальна – -11,7°C. Середня річна кількість опадів – 448 мм.
| Клімат поселення                              | Клімат поселення | Клімат поселення | Клімат поселення | Клімат поселення | Клімат поселення | Клімат поселення | Клімат поселення | Клімат поселення | Клімат поселення | Клімат поселення | Клімат поселення | Клімат поселення | Клімат поселення |
| Показник                                      | Січ.             | Лют.             | Бер.             | Квіт.            | Трав.            | Черв.            | Лип.             | Серп.            | Вер.             | Жовт.            | Лист.            | Груд.            |                  |
| Середній максимум, °C                         | 0,70             | 2,39             | 5,68             | 9,44             | 13,88            | 17,57            | 18,08            | 18,44            | 14,10            | 8,62             | 2,34             | −2,75            |                  |
| Середня температура, °C                       | −5,48            | −3,78            | −0,5             | 3,28             | 7,72             | 11,40            | 14,42            | 14,77            | 10,44            | 4,93             | −1,34            | −6,41            |                  |
| Середній мінімум, °C                          | −11,65           | −9,95            | −6,66            | −2,9             | 1,54             | 5,22             | 10,74            | 11,11            | 6,77             | 1,26             | −5,01            | −10,08           |                  |
| Норма опадів, мм                              | 44               | 32               | 27               | 26               | 48               | 50               | 39               | 38               | 28               | 26               | 43               | 47               |                  |
| Середньомісячна швидкість вітру, м/с          | 2.39             | 2.36             | 2.78             | 2.98             | 2.88             | 2.86             | 2.78             | 2.66             | 2.50             | 2.56             | 2.55             | 2.32             |                  |
| Середньомісячна сонячна радіація, кДж/м²·день | 3737             | 6973             | 11526            | 16369            | 19884            | 21793            | 23081            | 19861            | 14352            | 8350             | 4063             | 2907             |                  |
| --------------------------------------------- | ---------------- | ---------------- | ---------------- | ---------------- | ---------------- | ---------------- | ---------------- | ---------------- | ---------------- | ---------------- | ---------------- | ---------------- | ---------------- |
| Джерело:                                      |                  |                  |                  |                  |                  |                  |                  |                  |                  |                  |                  |                  |                  |